# 迈克·霍索恩
约翰·迈克尔·霍索恩（英語：John Michael Hawthorn，1929年4月10日—1959年1月22日），英国赛车手，一屆一级方程式世界车手冠军。
除了一级方程式之外，霍索恩在勒芒24小时耐力赛中也取得了成功。他与英国赛车手艾弗·布博搭档，赢得了1955年勒芒24小时耐力赛的冠军，而这场賽事同時也發生了賽車史最严重的死傷事故，這場事故也與霍索恩有直接關係。受到队友彼得·柯林斯于德国大奖赛死亡的影响，他在夺冠后不久即宣布退役。在退役三个月之后，迈克·霍索恩死于一场道路交通事故。

## 註释
1. ↑  括号中的分数为总分数，括号外的分数为年终分数。 在1990年之前，车手一个赛季所获得的全部积分并不全会算入他们的年终分数之中。（更多资料请查看一级方程式积分系统）